# 日向ノエミア
日向ノエミア（ひなたノエミア、ブラジル名Noemia Atsuko Sakane Hinata、1942年12月8日 - ）は、日系ブラジル人の辞書編集者兼異文化エッセイストである。サンパウロ大学フランス文学科卒業後、24歳で初来日した。1974年、に日本に永住することにし、大学にてポルトガル語、ブラジル文学などを日本に伝えた。主な業績として、『ローマ字ポ和辞典』と『ローマ字和ポ辞典』の作成がある。

## 経歴
1942年（昭和17年）12月8日、ブラジルにて生まれた。ノエミアの両親は日本で生まれ育ち、戦前にブラジルへ移住したブラジル移民である。
生誕は太平洋戦争中で、当時ブラジルはアメリカと同じ連合国として参戦し、枢軸国であった日本とは敵対関係であった。このため、ブラジルのファーストネームが付いていないと、彼女の出生届を役場に受け付けてもらえなかった。両親は彼女をとりあげた助産師の名である「ノエミア」（Noemia）をまず付けた。しかし、日本人の親として子供に日本の名前も付けないと寂しく、「敦子（あつこ）」という名も付けた。両親の姓は「坂根（さかね）」である。後に妹が生まれ、両親と合わせて4人家族で育った。
成人して、サンパウロ大学のフランス文学科を卒業後、24歳で初めて来日（1967年）。東京都費留学生として、東京都立大学 (1949-2011)でフランスの劇作家ポール・クローデルと能の比較研究をする。日本語力が乏しかったので、能の勉強に関しては、たくさん観て帰るしかないと言われ、「一五〇番も観て帰った」というのが唯一の自慢と言っている。
その間、都立大学の学生だった夫と知り合い、後に結婚することになる。「能の研究に来たのかと思っていたら、結局ボーイハントだったのか…」と、先輩に冷やかされた。夫はオーストラリアのモナシュ大学で学ぶこととなり、ノエミアはいったんブラジルに帰国。留学の報告として日本や能について講演をおこなった。
その後結婚のためノエミアもオーストラリアに赴き、夫と同じモナシュ大学でフランス文学科の修士課程に所属した。当時の姓「坂根」は「山の坂に根っこの根」を意味するため「非常に強」く、夫の姓が「日向（ひなた）」で、「日向に当たってしまったら、これは「鬼に金棒」と思った」ことで結婚したという。結婚した後もブラジルの習慣に従い、旧姓を残しながら夫の名字を付け加えた。この結果、ノエミア敦子坂根日向（Noemia Atsuko Sakane Hinata）と、長い名前となる。日本人はよくびっくりしたものだと彼女は語っている。たとえば、川越に住み始めた1975年頃、免許を切り替えに行くと、その後、警察から電話が掛かってきて、「お宅の名前は、どうなってんのかねぇ。ややっこしいから、二つに絞ったらどうかねぇ。」と言われたことがあった。
モナシュ大学で修士論文を書く予定だったが、夫がサンパウロ大学で日本語を教えることになり、中退。夫とサンパウロに移り、里帰りした。そのとき最初の息子が生まれ、子育てをしながら、サンパウロ大学で「ポール・クローデルの笑いと能」と題する論文を書いて修士課程を修了した。
その後、1974年に日本に永住することになり、二番目の息子を1977年に出産。
再来日後、早稲田大学、上智大学、慶應義塾大学、東京外国語大学などで非常勤講師として、ポルトガル語及びブラジル文学を教えることになる。その傍ら、NHKラジオジャパンで、ブラジル向けの短波放送の番組のいくつかを20年間担当した。
現役時代、サンパウロ大学、ヨハネス・グーテンベルク大学マインツ、早稲田大学 で講演をおこなった。定年により大学教員からは退いたが、国際協力機構（JICA）の日系人協会や浜松市市民文化共生センターなどで、異文化について講演をおこなっている。その傍ら、ポルトガル語の面白さや、異文化についてのエッセイを執筆。また、YouTubeに異文化小話を日本語とポルトガル語で毎週アップしている。

## 日伯交流への関わり
『ローマ字ポ和辞典』と『ローマ字和ポ辞典』は、バブル時代にブラジルからの就労者が多く来日したことで、彼らの間で多くの購入者を獲得した辞書となる。前者については、1990年12月に日本で発行した際に初刷の2000部がすぐに売り切れ、翌年4月に増刷した6000部もやはり短期間で在庫がはけたという。ローマ字入りであったことと、例文が日常に役に立つものであったことでブラジル人に喜ばれた。
『ブラジル語でコミュニケーション』はブラジル人と日本人の間の身近なコミュケーションを目指したポルトガル語の初級、中級の教科書である。ここではブラジル人と日本人の間の誤解を防ぐ工夫をしている。
『ことばを越えて』は、非言語コミュニケーションの観点から起きる日本人とブラジル人の間の誤解を防ぐことを目指している。例えば、日本人は、相手の不幸を前にして、どうなぐさめていいのか分からない時苦笑いをするが、それは決して相手の不幸を笑っているのではない。
『日本語 ブラジル・ポルトガル語辞典』は、ローマ字抜きである。主にポルトガル語の日本人学習者をターゲットにしている。そこで目指すものは身近な日常会話を磨くことと、ポルトガル語の作文の諸問題を解決すること。例えば、「-た」の見出し語の2番目の意味では、〔現在まで続いている事実を発話時で認識したことを表す→ポルトガル語では、（認識動詞を加えて）現在形を使用〕君はまだ美しくて若かっ～んだね。Percebo agora que você ainda é bonita e jovem, não é mesmo?　なぜ、この例文を入れたかというと、ここで日本語の「-た」をポルトガル語の過去形に訳したら、「もう美人でない、若くない」という意味になってしまうので、誤解を生み、相手が怒ってしまう可能性があるからだ、とノエミアは言っている。
『悪いけど、日本人じゃないの』では、日本人がブラジル人の良いところに目を向け、ブラジル人が日本人の優しさをより深く感じ取るように工夫している。
異文化間の誤解は「もったいない」と述べている。ブラジル人も日本人も善意で協力し合おうとしているのに、ちょっとした文化の違いから誤解が生じ、いがみ合い、体を壊したり、争いが起きたりするからという理由である。

## 主な著書
- 『ローマ字ポ和辞典』（坂根茂共著,柏書房,1986） 135,750部
- 『ローマ字和ポ辞典』（柏書房,1992） 93,000部
- 『ブラジル語でコミュニケーション』（大学書林,1994） 3,000部
- 『ことばを越えて　ブラジル人と日本人のカルチャーショックの一面（世論時報社,1995） 3,000部
- 『日本語　ブラジル・ポルトガル語辞典』（三省堂,2010） 8,000部
- 『悪いけど、日本人じゃないの』（柏書房2013） 4,000部

## 賞歴
- ブラジル・プレス・アワード - 2012年7月19日[14]。